# Noriko Ogawa
Noriko Ogawa (小川典子?, Ogawa Noriko; Kawasaki, 1962) è una pianista giapponese classica, residente a Londra.

## Biografia
Nata a Kawasaki, la Ogawa ha studiato al Tokyo College of Music (1977-1980) e alla Juilliard School di New York (1981–5) e in seguito con Benjamin Kaplan.

### Carriera
Dopo essere arrivata seconda in un concorso musicale giapponese nel 1984, la Ogawa ottenne il terzo premio nel Concorso Internazionale di Piano di Leeds del 1987, che lanciò la sua carriera di concertista internazionale. Il suo debutto a New York arrivò nel 1982 e quello di Londra nel 1988.
Dal 1997 la Ogawa è stata un artista discografica esclusiva per la BIS Records. Dal 2001 ha formato un duo pianistico con la pianista britannica Kathryn Stott e le due artiste hanno registrato opere di Frederick Delius per la BIS. Nel 2003 hanno eseguito per la prima volta Circuit di Graham Fitkin. Ha anche una collaborazione di lunga data con il clarinettista Michael Collins.
La Ogawa è diventata famosa per aver registrato i concerti per pianoforte di Alexander Tcherepnin con il direttore d'orchestra Lan Shui e l'Orchestra Sinfonica di Singapore.
Ha lavorato a stretto contatto con il compositore giapponese Tōru Takemitsu e nel settembre 2008 è apparsa come sostenitrice della sua musica nel programma di musica classica della BBC World News, Visionaries.
Nel 2011 ha concluso una serie completa di incisioni di Debussy e un nuovo disco di Mozart per la BIS Records. I suoi dischi di Debussy hanno vinto l'Editor's Choice della rivista Gramophone, come per l'incisione con Takemitsu.
La Ogawa commissiona regolarmente nuove opere ed ha eseguito anteprime di opere di compositori di musica classica contemporanea, come Yoshihiro Kanno o Dai Fujikura.
Insegna alla Guildhall School of Music and Drama (Professoressa di pianoforte) di Londra e al Tokyo College of Music (Professore invitato) di Tokyo.

### Opere umanitarie
È stata impegnata nella raccolta fondi per gli aiuti e per la ricostruzione dopo il terremoto giapponese del marzo 2011.
È ambasciatrice della cultura per la National Autistic Society, eseguendo concerti per i genitori di bambini autistici. Chiama questa serie di concerti "concerti di Jamie", dal nome del figlio gravemente autistico di due amici musicisti, con i quali viveva a Londra, e che aiutò mentre imparavano a riconoscere e poi a far fronte al disturbo. A proposito di questo ha dichiarato semplicemente: "Non sono un dottore, non sono un'infermiera, non sono un'insegnante per qualcuno con bisogni speciali, ma sono una musicista. Quello che ho capito è che posso fare qualcosa,  posso suonare concerti che danno a persone come i genitori di Jamie un attimo di pausa e un'opportunità di incontrare altre persone che si prendono cura dei bambini autistici".